# Nationaal park Breheimen
Nationaal park Breheimen (Noors: Breheimen nasjonalpark) is een nationaal park in Noorwegen dat werd opgericht in 2009 nabij Lom in de provincies Vestland en Viken. Het park is 1691 vierkante kilometer groot. Het landschap bestaat uit gletsjers, brede dalen en fjell. Er komen wilde rendieren voor.